# Sylva (Karolina Północna)
Sylva – miasto w Stanach Zjednoczonych, w stanie Karolina Północna, siedziba administracyjna hrabstwa Jackson.